# Траунројт
Траунројт (њем. Traunreut) град је у њемачкој савезној држави Баварска. Једно је од 35 општинских средишта округа Траунштајн. Према процјени из 2010. у граду је живјело 20.922 становника. Посједује регионалну шифру (AGS) 9189154.

## Географски и демографски подаци
Траунројт се налази у савезној држави Баварска у округу Траунштајн. Град се налази на надморској висини од 550 метара. Површина општине износи 45,0 km². У самом граду је, према процјени из 2010. године, живјело 20.922 становника. Просјечна густина становништва износи 464 становника/km².

## Међународна сарадња
| Мјесто | Држава    | Врста сарадње | Од    |
| ------ | --------- | ------------- | ----- |
| Нетуно | Италија   | партнерство   | 1973. |
|        | Француска | партнерство   | 1990. |
| Извор  |           |               |       |